# 1970年自由民主党総裁選挙
1970年自由民主党総裁選挙（1970ねんじゆうみんしゅとうそうさいせんきょ）は、1970年（昭和45年）10月29日に行われた日本の自由民主党の党首である総裁の選挙である。

## 概要
1970年に佐藤栄作総裁の任期満了を受けて行われた自由民主党総裁選挙である。佐藤はすでに三選しており、四選出馬か、出馬せず意中の後継候補だった福田赳夫に禅譲するかが焦点となった。前年総選挙で沖縄返還合意などの成果を掲げて大勝していた佐藤が禅譲すれば誰も拒めない情勢だったため、この時点ではポスト佐藤として福田に遅れを取っていた田中角栄は福田への禅譲を避けたかった。そこで田中を支持する川島正次郎副総裁が中間派を四選支持でまとめ、田中とともに佐藤に四選を説得、佐藤もこれに乗ることとなった（戸川猪佐武「昭和の宰相　佐藤栄作と高度成長」P265）。田中は新たに得た2年の時間を使って、通産大臣として繊維交渉を強引にまとめるなどして成果を上げるとともに、多数派工作に邁進し、次期総裁選で福田に勝利することになる。
佐藤の四選は確実であったが、三木武夫が出馬した。このほか、前尾繁三郎も出馬すると見られていたが、佐藤の工作によって出馬せず佐藤支持に回った（戸川「昭和の宰相　佐藤栄作と高度成長」P266）。
開票の結果、三木は予想以上の得票となりポスト佐藤の一角に生き残った。一方前尾は、佐藤が事前工作の際に約束した「内閣改造で前尾派（宏池会）を優遇する」という件を反故にしたこともあって派内の信望を失い派閥を大平正芳に譲らされることになった（戸川「昭和の宰相　佐藤栄作と高度成長」P269～270）。

## 選挙データ

### 総裁
- 選挙前：佐藤栄作（第5代）
- 選挙後：佐藤栄作（第5代）

### 投票日
- 1970年（昭和45年）10月29日
第24回臨時党大会で実施。

### 選挙制度
- 決選投票制
総裁公選規程に基づく公選

投票方法
秘密投票、単記投票、1票制
選挙権
党所属国会議員、党都道府県支部連合会地方代議員
被選挙権
党所属国会議員
有権者

（不明）
- 党所属衆議院議員：（不明）
- 党所属参議院議員：（不明）
- 地方代議員　　　：046

## 選挙活動

### 候補者
立候補制ではなかったものの、選挙活動した国会議員。
| 佐藤栄作                                                                  | 三木武夫                                                                    |
|                                                                           |                                                                             |
| 衆議院議員 （8期・山口2区） 内閣総理大臣（1963-現職） 党総裁（1963-現職） | 衆議院議員 （13期・徳島全県区） 外務大臣（1966-1968） 党幹事長（1964-1965） |
| 周山会 （佐藤派）                                                         | 政策研究会 （三木派）                                                       |
| 山口県                                                                    | 徳島県                                                                      |

## 選挙結果
第1回総裁選から1972年（昭和47年）の第12回総裁選までは立候補制ではなかったため、自民党所属の国会議員への票はすべて有効票として扱われた。

### 候補者別得票数
| 候補者                   | 得票数 | 得票率 |
| ------------------------ | ------ | ------ |
| 佐藤栄作                 | 353    | 75.59% |
| 三木武夫                 | 111    | 23.77% |
| 千葉三郎                 | 1      | 0.21%  |
| 宇都宮徳馬               | 1      | 0.21%  |
| 藤山愛一郎               | 1      | 0.21%  |
| 総計                     | 467    | 100.0% |
| 有効投票数（有効率）     | 467    | %      |
| 無効票・白票数（無効率） |        | %      |
| 投票者数（投票率）       |        | %      |
| 棄権者数（棄権率）       |        | %      |
| 有権者数                 |        | 100.0% |
| 出典：朝日新聞           |        |        |